# Henkel (Unternehmerfamilie)

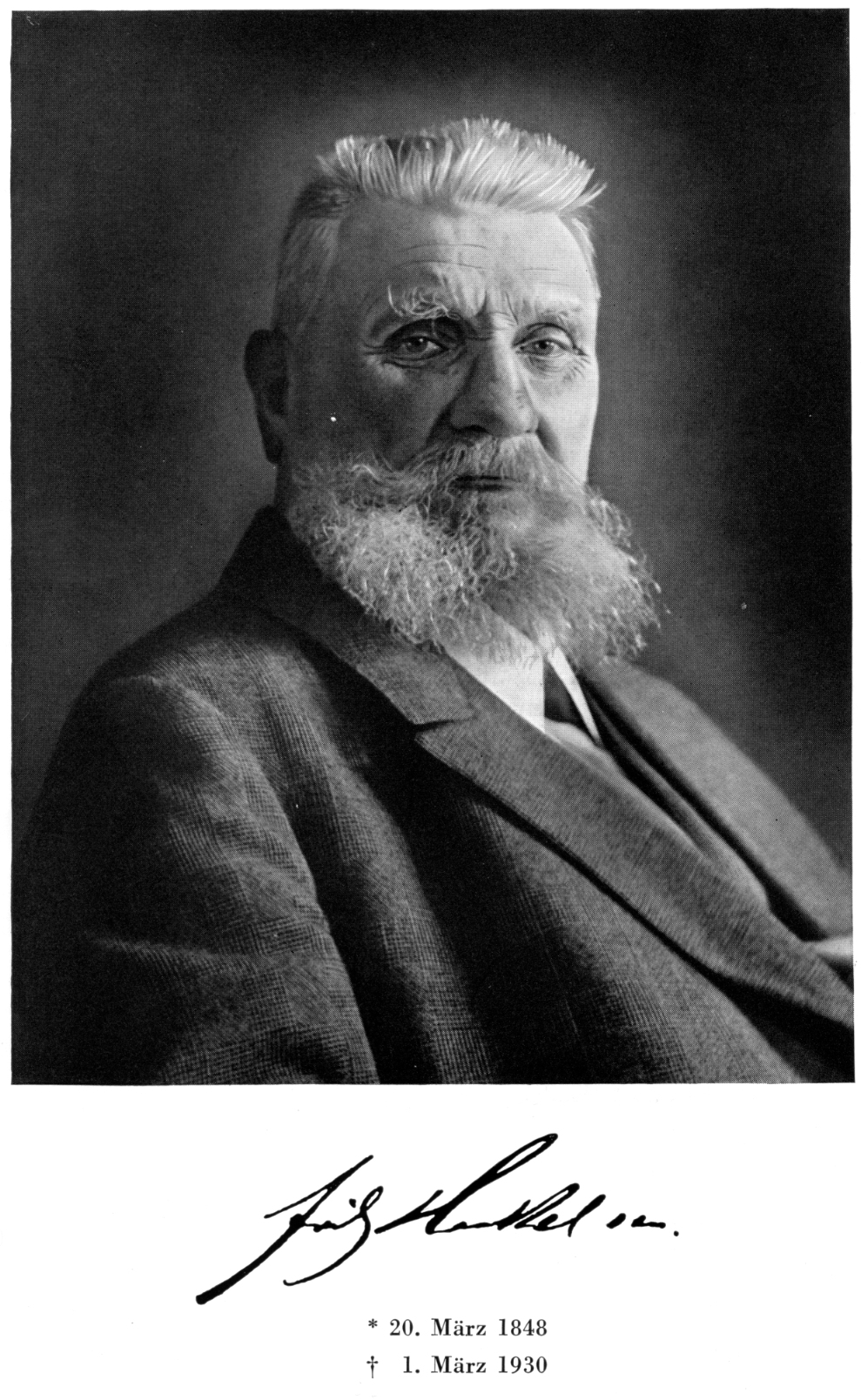
Friedrich „Fritz“ Karl Henkel, ca. 1928

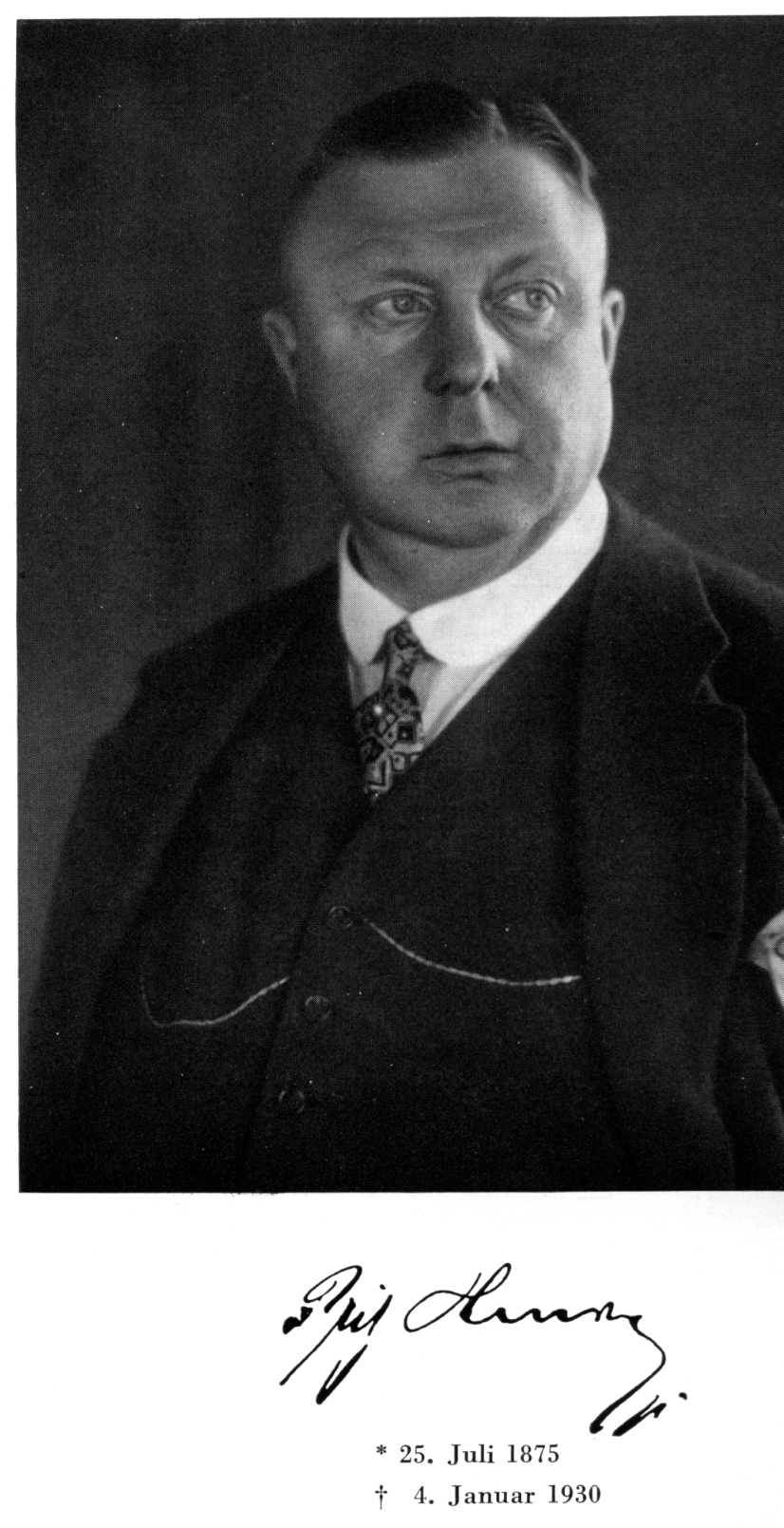
Fritz Henkel, Sohn des Firmengründers Friedrich Karl Henkel, ca. 1926

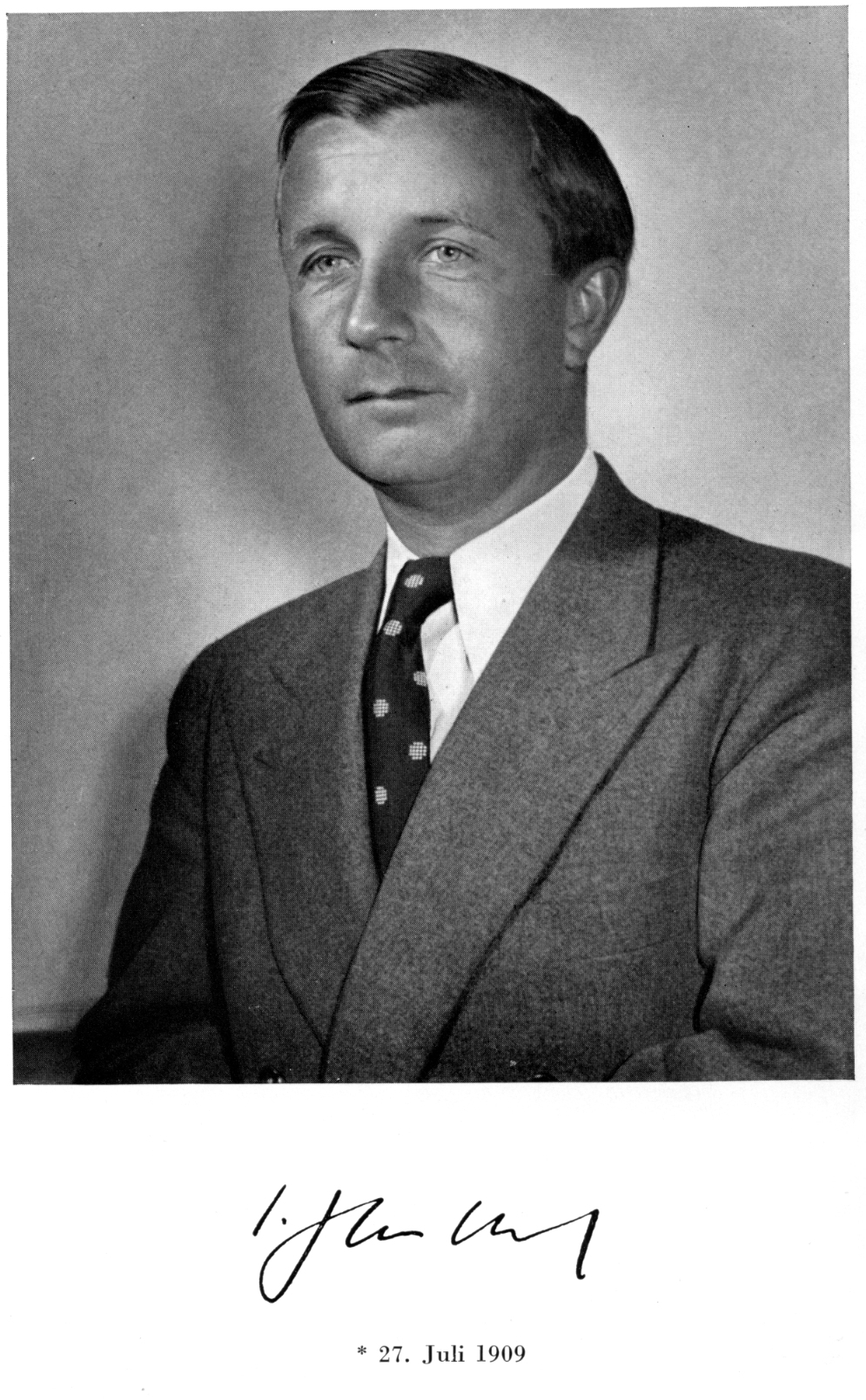
Jost Henkel, Enkel des Firmengründers Friedrich Karl Henkel, ca. 1950

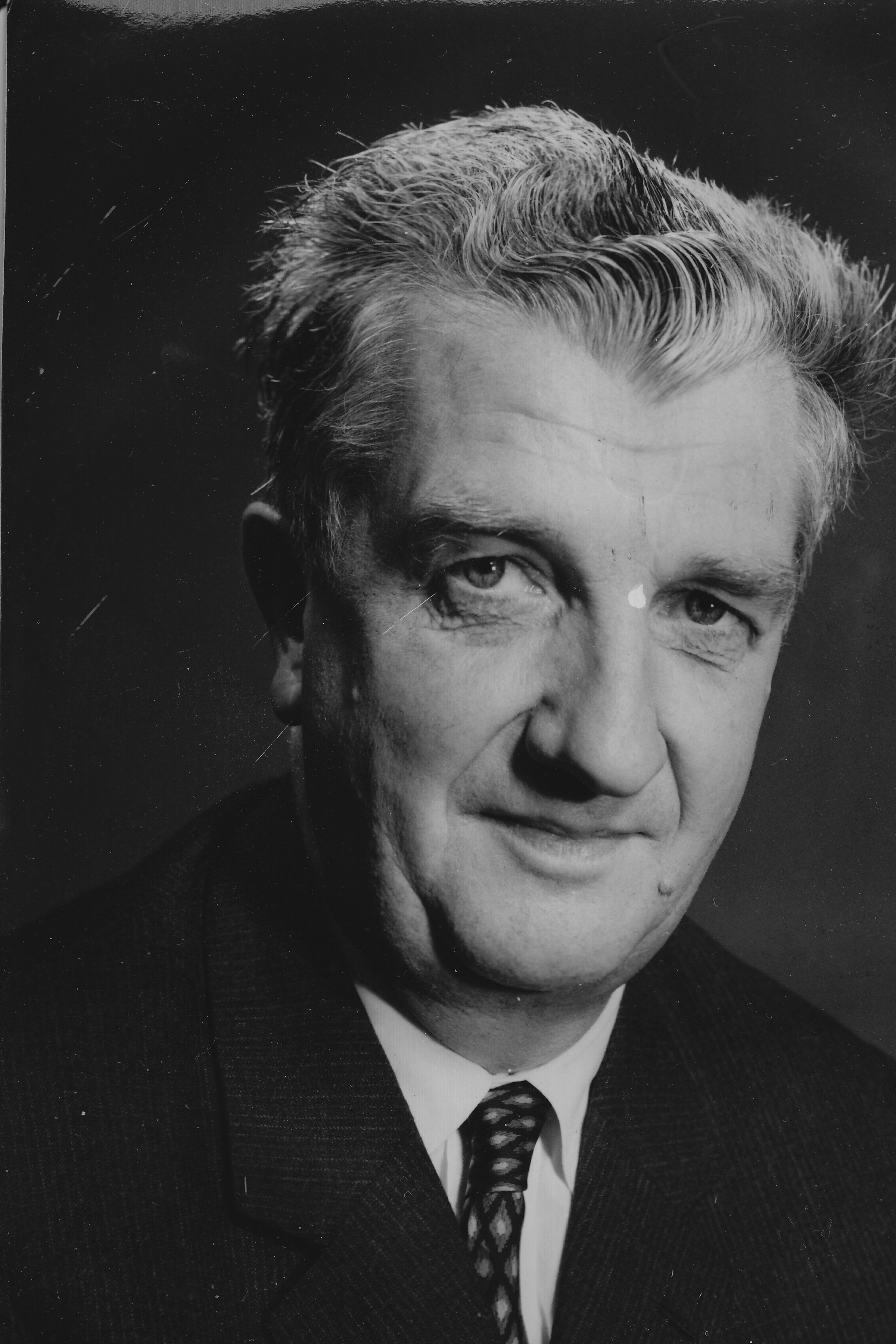
Konrad Henkel, ca. 1975

Die Unternehmerfamilie Henkel gründete und betreibt bis heute den Konsumgüter- und Chemie-Konzern Henkel.

## Geschichte
Im Jahre 1876 gründete der Unternehmer Friedrich „Fritz“ Karl Henkel die Waschmittelfabrik Henkel & Cie in Aachen. Als erstes Produkt stellte er ein Pulver-Waschmittel auf Basis von Wasserglas her. Es hieß Universalwaschmittel. Wegen besserer Verkehrsanbindungen und höherer Absatzchancen verlegte Henkel seine Firma 1878 nach Düsseldorf. Im selben Jahr hatte das Unternehmen mit Henkel’s Bleich-Soda den ersten Markenerfolg. 1907 brachte Henkel Persil auf den Markt, als „erstes selbsttätiges Waschmittel der Welt“ beworben. 1918 wurde Sil als Wäsche-Nachspülmittel eingeführt. Zwei Jahre später erschloss Henkel mit der Marke Ata das Marktsegment der Putz- und Reinigungsmittel.
Ausgehend vom Firmengründer Friedrich „Fritz“ Karl Henkel führten und führen Nachfahren von ihm das Unternehmen bis heute. Die Nachfahren lassen sich in drei Familienzweige gliedern, die auf die drei Kinder Fritz, Hugo und Emmy des Firmengründers zurückzuführen sind:
Fritz jun. begann seine Laufbahn im väterlichen Unternehmen 1893 mit einer kaufmännischen Lehre, erhielt 1899 Prokura und wurde 1904 zum persönlich haftenden Gesellschafter ernannt. Ein Jahr später nahm auch der nachgeborene Sohn Hugo nach Abschluss seines Chemiestudiums seine Tätigkeit in der Firma auf. Er war der erste voll ausgebildete und promovierte Chemiker der Firma und wurde 1908 persönlich haftender Gesellschafter. Beide Söhne bildeten somit in kaufmännischer und technischer Hinsicht eine Doppelstütze des Geschäfts. Ihre Schwester Emmy, seit 1904 mit dem selbständigen Kaufmann Ernst Hugo Lüps verheiratet, wurde 1911 ebenfalls persönlich haftende Gesellschafterin, aber ohne an der Geschäftsführung der Firma beteiligt zu sein.

## Nachkommen des Friedrich Karl Henkel
I. Friedrich „Fritz“ Karl Henkel (* 20. März 1848 in Vöhl; † 1. März 1930 in Rengsdorf) ⚭ Elisabeth von den Steinen (* 23. Januar 1852; † 5. November 1905)
II.1. August Henkel (* 8. Juli 1874 in Aachen; † 8. Juni 1879 in Vöhl) verstarb 4-jährig
II.2. Fritz Henkel (* 25. Juli 1875 in Aachen; † 4. Januar 1930 in Unkel) ⚭ Anna Alexandrine „Anny“ Wülfing (* 6. Juli 1884 in Düsseldorf; † 22. September 1936)
III.1. Ilse Elisabeth Henkel (* 24. Juli 1908 in Düsseldorf; † 24. Oktober 1991 ebenda) ⚭ Carl August Bagel (* 9. Juni 1902 in Düsseldorf; † 13. Juli 1941 ebenda)
IV.1. Fritz Bagel (* 4. Januar 1933 in Düsseldorf; † 5. März 2021 Unkel) ⚭ Anja Bohlan (Ehename Bagel-Bohlan)
V.1. Simone Bagel (* 10. Januar 1969 in Düsseldorf; Ehename Bagel-Trah)
III.2. Sigrid Henkel (* 30. August 1911 in Düsseldorf; † 4. März 1966 ebenda) ⚭ Wilhelm „Willy“ Julius Manchot (* 10. Juli 1907 in Würzburg; † 24. Oktober 1985 in Düsseldorf)
IV.1. Jürgen Manchot (* 26. Oktober 1936 in Berlin-Charlottenburg; † 29. April 2004 in Düsseldorf) ⚭ Ursula v. Versen (* 29. Juli 1940 in Berlin-Schöneberg)
V.1. Thomas Manchot (* 16. März 1965 in Düsseldorf)
IV.2.  Susanne  Manchot (* 20. Dezember 1940) ⚭ Klaus Bunnenberg (* 9. Mai 1932 in Bad Mergentheim; † 6. Januar 2016 in Düsseldorf)
II.3. Hugo Wilhelm Henkel (* 21. Januar 1881 in Düsseldorf; † 18. Dezember 1952 in Ratingen-Hösel) ⚭ Gerda Janssen (* 7. August 1888 in Düsseldorf; † 18. Juni 1966 ebenda)
III.1. Karl Jost Henkel (* 27. Juli 1909 in Düsseldorf; † 7. Juli 1961 ebenda) verstarb 51-jährig
III.3. Elisabeth Henkel (* 1. Mai 1914 in Düsseldorf; † 29. August 1998; als Lisa Maskell bekannt, Begründerin der Gerda Henkel Stiftung) ⚭ Ernst Petersen (* 6. Juni 1906 in Freiburg im Breisgau; † 30. März 1959 in Ihringen)
IV.1. Anette Petersen (* 1. April 1936 in Stendal; † 1. Mai 1999 in Köln) ⚭ Udo Brandhorst (* 1939)
IV.2. Ursula Petersen (* 1938 in Berlin); als Ursula Schulz-Dornburg bekannt
III.4. Konrad Henkel (* 25. Oktober 1915 in Düsseldorf; † 24. April 1999 ebenda) ⚭ in zweiter Ehe (1955) mit Gabriele Hünermann (* 9. Dezember 1931 in Düsseldorf; † 28. September 2017 ebenda)
IV.1. Christoph Henkel (* 11. Februar 1958)
II.4. Emmy Anna Henkel (* 8. September 1884 in Düsseldorf; † 19. September 1941 ebenda) ⚭ Ernst Hugo Lüps (* 14. Juni 1873 in Orsoy; † 26. Mai 1933 in Düsseldorf)
III.1. Ellen Elisabeth Lüps (* 9. Dezember 1904 in Düsseldorf) ⚭ Reinhold Woeste, Dipl.-Ing.
IV.1. Albrecht Woeste (* 30. Oktober 1935 in Düsseldorf) ⚭ Renate Röpke